# گلزبری
گلزبری (به انگلیسی: Glasbury) یک منطقهٔ مسکونی در بریتانیا است که در پویس واقع شده‌است.